# Сона Гаджиєва
Сона Салман кизи Гаджиєва (азерб. Sona Salman qızı Hacıyeva; (25 червня 1907 , Шекі, Кавказьке намісництво  — 24 грудня 1979 , Баку ) — азербайджанська радянська актриса театру і кіно, одна з перших актрис азербайджанського театру, Народна артистка Азербайджанської РСР (1949).

## Життєпис
Сона Салман киз Гаджієва народилася 25 червня 1907 року в Нусі в сім'ї азербайджанської актриси Азізи Мамедової , яка в свою чергу була донькою відомого співака-ханенде Абдульбаги Зулалова. Сценічну діяльність розпочала 1921 року в азербайджанському державному Сатир-агіт-театрі в Баку (нині — Академічний державний драматичний театр імені Самеда Вургуна). З 1923 по 1979 була актрисою Азербайджанського драматичного театру імені Мешаді Азізбекова.
До 1927 року Гаджиєва грала у драматичних виставах та виконувала партії у музичних постановках, але потім почала грати лише у драматичних спектаклях. На сцені Сона Гаджиєва створювала ліричні образи закоханих та простодушних дівчат. Однією з найкращих ролей Гаджиєвої вважається Алмас в однойменній п'єсі Джафара Джаббарли 1931 року. Пізніше Гаджиєва грала ролі, які відзначені яскравою побутовою характерністю .
Знімалася у фільмах «Улюблена пісня» (1955, режисера Лятіфа Сафарова), «Не та, так ця» (1956, режисера Гусейна Сеїдзаде), «[Під спекотним небом]]» (1957, режисера Л. Сафарова), «Ранок» (1960, режисер Агарзи Кулієва).
У 1949 році Сона Гаджиєва була удостоєна звання Народної артистки Азербайджанської РСР. Була пізніше нагороджена орденом «Знак Пошани» та медалями.

## Роботи

### Ролі у театрі

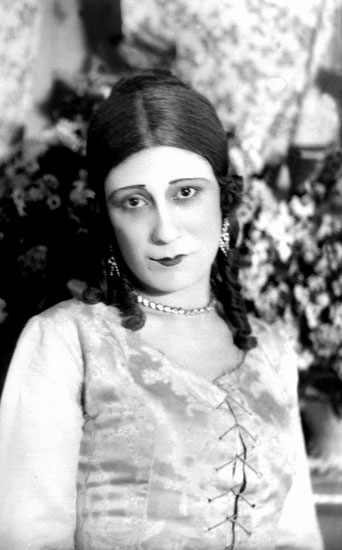
Сона Гаджиєва у ролі Джульєтти (« Ромео і Джульєтта» Вільяма Шекспіра) на сцені Азербайджанського драматичного театру ім. М. Азізбекова

- Лейлі (« Лейлі і Меджнун») Узеїра Гаджибекова);
- Шах-Сенем (« Ашик Гаріб» Зульфугара Гаджибекова);
- Сона («Гаджі Кара» Мірзи Ахундова);
- Назли («Мертці» Джаліла Мамедкулізаде);
- Сусан (Намус Олександра Ширванзаде);
- Варвара («Гроза» Олександра Островського);
- Анна ("На дні " Максима Горького);
- Марія (« Дванадцята ніч») Вільяма Шекспіра);
- Ніса Ханум («Ширванська красуня» Енвера Мамедханли) та ін.

### Фільмографія
| Рік  |   | Назва               | Роль            |    |
| ---- | - | ------------------- | --------------- | -- |
| 1925 | ф | В ім'я Бога         | епізод          | ру |
| 1955 | ф | Улюблена пісня      | Захра           | ру |
| 1956 | ф | Не та, так ця       | епізод          | ру |
| 1957 | ф | Під спекотним небом | сільська жінка  | ру |
| 1960 | ф | Ранок               | мати Аслана     | ру |
| 1962 | ф | Я буду танцювати    | гардеробниця    | ру |
| 1962 | ф | Телефоністка        | бабуся Мехрібан | ру |